# Rio de Moinhos (Penafiel)
Rio de Moinhos é uma vila portuguesa sede da Freguesia de Rio de Moinhos do Município de Penafiel, freguesia com 7,56km² de área e 2536 habitantes (censo de 2021), tendo assim uma densidade populacional de 335,4 hab./km².
O território da Freguesia de Rio de Moinhos está situado na margem direita do rio Tâmega, encontrando-se a ponta sudoeste a uns dois mil metros da confluência deste com o rio Douro.
Além da sua sede, a Freguesia de Rio de Moinhos engloba 45 povoações: Agrela, Avessadas, Barco do Souto, Cans, Cavadas, Codes, Conca, Corcumelos, Covelas, Cruz, Devesinhas, Eira, Estremadouro, Figueiredo, Forno de Baixo, Forno de Cima, Grade, Jugueiros, Juncosa, Lamelas, Loureda, Novelhos, Oleiros, Outeiro, Paço, Penedo da Pena, Pousadouro, Quebrada, Quintã, Quintela, Rande, Redondo, Regadas, Ribeira, Ribeira de Além, Ribeirinha, Ribeiro, Senhor dos Remédios, Sobreira, Souto, Torre, Vale de Nogueira, Vales, Vista Alegre.
A povoação de Rio de Moinhos foi elevada à categoria de vila em 20 de junho de 1991. O cartão de visita da vila de Rio de Moinhos é por excelência o Centro Histórico - Largo do Carvalhal - pela beleza e centralidade, que deslumbra os visitantes e orgulha os riodemoinhenses.
Em termos agrícolas, a freguesia produz um pouco de tudo mas quase sempre para consumo próprio dos produtores. Excetuando a vinha e algumas searas de milho, toda a terra é minifundiária.
O desenvolvimento das indústrias graníticas, seguido da indústria da construção civil, o surgimento das confeções, a atividade comercial com algum relevo, o surgimento de prestadores de serviços qualificados graças ao elevado número de habilitados com cursos Técnicos e Cursos Universitários, e as divisas enviadas pelos emigrantes luxemburgueses, suíços e de outros países do centro de Europa, possibilitaram a Rio de Moinhos passar de uma aldeia pobre para uma vila cheia de vida, atualmente a 7ª freguesia mais populosa do Município de Penafiel, tendo sido entre 2001 e 2013 a 3ª mais populosa (atrás de Penafiel e Paço de Sousa) e a 5ª entre 2013 e 2021.
Como a freguesia possui mais de 40 lugares, por uma questão de simplicidade convenciona-se dividir a freguesia em 4 "zonas", sendo elas: Codes, Vista Alegre, Carvalhal ou Centro e Agrela. São estas quatro zonas que rivalizam saudavelmente entre si durante as organizações das festas, tornando-as famosas pela sua espetacularidade, principalmente a festa anual em honra do Senhor dos Remédios, Corso carnavalesco e outros eventos culturais.[carece de fontes?]

## Demografia
Em 1527, segundo o numeramento mandado efetuar em todas as freguesias do país por D. João III, a freguesia de Rio de Moinhos era constituída por 98 pessoas.
Pelos registos Paroquiais de 1758, existiam em Rio de Moinhos 262 fogos e 930 habitantes (sendo 709 pessoas maiores e 221 pessoas menores), 15 lugares (aldeias) e Cinquenta e Seis (56) moinhos. Tinha como principal atividade económica a agricultura sobretudo azeite.
A população registada nos censos desde 1864 foi:
| Distribuição da População por Grupos Etários | Distribuição da População por Grupos Etários | Distribuição da População por Grupos Etários | Distribuição da População por Grupos Etários | Distribuição da População por Grupos Etários |
| -------------------------------------------- | -------------------------------------------- | -------------------------------------------- | -------------------------------------------- | -------------------------------------------- |
| Ano                                          | 0-14 Anos                                    | 15-24 Anos                                   | 25-64 Anos                                   | > 65 Anos                                    |
| 2001                                         | 682                                          | 487                                          | 1472                                         | 336                                          |
| 2011                                         | 508                                          | 436                                          | 1576                                         | 366                                          |
| 2021                                         | 307                                          | 328                                          | 1447                                         | 454                                          |

Evolução Demográfica de Rio de Moinhos: Em 1758 existiam 930 habitantes (registos paroquiais); Em 1930 existiam 1486 habitantes. Em 2011 (Censos) foram registados 2886 habitantes. O maior número de habitantes foi registado em 2001 (2977 habitantes). Em 81 anos do século XX início do XXI (1930-2011) quase duplicou o número de habitantes. Enquanto que em 172 anos (1758-1930), cresceu apenas 556 habitantes, passando de 930 para 1486 habitantes.

## História
Rio de Moinhos é habitado desde tempos remotos, como atesta o castro junto ao Senhor dos Remédios e que data do Neolítico. A freguesia foi ocupada pelos Romanos, que não muito longe daqui nas atuais Termas de São Vicente, edificaram também eles uma estância termal de que ainda hoje existem vestígios. No século V vieram Suevos e Visigodos e no século VIII dá-se a invasão muçulmana. Desta última invasão subsistem ainda inúmeras lendas de moiras encantadas, como a da moira do Penedo da Pena (lugar da freguesia onde existe um enorme penedo, que segundo a lenda escondia debaixo de si uma bela moira encantada). Com a Reconquista, Rio de Moinhos torna-se parte do território da Anégia, que compreendia o vale do Sousa e algumas terras circundantes. Formam-se as primeiras igrejas e capelas que ainda hoje resistem ao tempo, como nas freguesias vizinhas de Boelhe e Cabeça Santa. Em Alpendurada, na margem esquerda do Tâmega nasce um mosteiro beneditino, assim como em Cete e Paço de Sousa. Estes, a par com o mosteiro de Arouca, tornam-se pioneiros no estabelecimento humano na Anégia. Recebem terras dos reis de Leão, que desbravam e tornam cultiváveis. Fazem-no com a ajuda dos camponeses que aqui se fixam. Para além do cultivo da terra, os mosteiros também aproveitam as riquezas que o rio Tâmega proporciona, como por exemplo a lampreia. É por esta altura que também são construídos os primeiros moinhos de água na freguesia, quer no rio Tâmega quer no ribeiro que passa pela freguesia, o Ribeiro de Perosinho (Ribeira das Lajes). A importância dos moinhos era tão grande aqui que no século X já existia a referência a São Martinho de Molinos para indicar um lugar que se pensa tratar do atual lugar do Ribeiro ou Figueiredo.
Criação da Paróquia: A Paróquia de Rio de Moinhos foi criada em 1097 com o nome de São Martinho de Molinos. Como se verifica, é anterior à nacionalidade. A Paróquia tem 927 anos de existência.
À medida que as terras se vão tornando férteis surgem as primeiras quintas. Quintas como a de Juncosa, Covelas, Figueira têm origens medievais. De resto a freguesia sempre viveu em função dessas quintas. Talvez isso explique o facto de apenas no século XVIII ter sido construída a sua Igreja Matriz (Verifica-se que a Igreja Matriz foi construída em três fases, sendo a primeira o Edifício Principal e mais tarde e em datas diferentes o edifico da atual Sacristia e apoio à igreja e à comunidade, e um espaço onde funcionou até 2015  a Capela Mortuária. Essas datas estão gravadas nas Vergas "cimeiras" das portas). Até à construção da Igreja Matriz as pessoas iam à missa nas capelas que existiam nas quintas, pelo que só muito mais tarde houve a necessidade de criar uma igreja paroquial.
Nos finais do século XIX, início do século XX, nasceu a capela do Senhor dos Remédios, situada no alto com o mesmo nome. Esta de resto passou a ser a imagem mais famosa da freguesia, devido quer à beleza do local, quer à paisagem magnífica que se tem do Miradouro circundante. Desde o Marão, Montemuro e todas as serranias circundantes ao Douro são visíveis da sua janela. A procissão de velas em honra ao Senhor dos Remédios, que ocorre todos os anos no segundo sábado de julho, é visível a dezenas de quilómetros de distância.
Foi também no início do século XX, finais do XIX, que se desenvolveu a maior indústria de Rio de Moinhos: a exploração do granito. Existente em grande quantidade um pouco por todo o Município de Penafiel, em especial no monte da Soalheira na freguesia vizinha de Perozelo, o granito foi sempre usado como matéria-prima pelas populações locais. Talvez devido ao fomento da construção civil um pouco por todo o Portugal, a exploração do granito tornou-se numa indústria que aos poucos foi absorvendo toda a mão-de-obra existente em Rio de Moinhos. O pedreiro tornou-se, depois dos moinhos do tempo da Reconquista, no novo símbolo da freguesia.
Anos 1960 - Rio de Moinhos conheceu nos anos 1960 a sangria das emigrações, em direção à França, Alemanha mas principalmente ao Luxemburgo, onde ainda hoje existe uma forte comunidade riodemoinhense.
Anos 1970 - A Guerra do Ultramar não ceifou nenhuma vida de Rio de Moinhos, coisa que a população atribui à intervenção divina de São Martinho. Desde essa altura que é costume os rapazes (com a colaboração das raparigas) em idade de tropa (19/20 anos) organizarem eles próprios a festa do santo padroeiro da paróquia (Festa de São Martinho e São Sebastião).
Anos 1980 - O surgimento da barragem do Tâmega, já nos anos 1980, possibilitou à freguesia crescer em direção ao Rio Tâmega, usando uma estrada nova construída para acesso à barragem. Em detrimento a freguesia perdeu algumas quintas e muitos dos famosos moinhos que dão nome a freguesia que ficaram irremediavelmente submersas nas águas.
Anos 1990 - A subida a vila a 20 de junho de 1991 premiou o crescimento de Rio de Moinhos.
O desenvolvimento das indústrias graníticas, seguido da indústria da construção civil, o surgimento das confeções, a atividade comercial com algum relevo, o surgimento de prestadores de serviços qualificados graças ao elevado número de habilitados com cursos Técnicos e Cursos Universitários, e as divisas enviadas pelos emigrantes luxemburgueses, suíços e de outros países do centro de Europa, possibilitaram a Rio de Moinhos passar de uma aldeia pobre uma vila cheia de vida, atualmente a 7ª freguesia mais populosa do Município de Penafiel. No entanto e ainda na sequência deste posicionamento populacional referido é importante referir que devido a reorganização administrativa de 2013 e as tendências demográficas negativas Rio de Moinhos perdeu a 3ª posição, foi ultrapassada pelas freguesias de Guilhufe e Urrô e Termas de São Vicente em 2013 com a reorganização administrativa e por Lagares e Figueira e Galegos em 2021, no entanto nenhuma das anteriores possuí o estatuto de Vila. Não obstante Rio de Moinhos mantém-se como lugar de referência nesta zona do município.
Já faz parte da história da Vila de Rio de Moinhos  a realização de duas feiras mensais, aos dia 4 e 16 de cada mês, que é alterado quando este dia recai no dia de Domingo ou feriado móvel.

## Símbolos
O brasão de armas: Escudo de azul, pala ondeada de prata, entre duas rodas de moinho de ouro, realçadas de negro; brocante em chefe, pico (martelo) de prata, encabado de negro e posto em faixa. Coroa mural de quatro torres de prata. Listel branco, com a legenda a negro, em maiúsculas: “RIO DE MOINHOS - PENAFIEL”.
A bandeira: Esquartelada de azul e amarelo. Cordão e borlas de ouro e azul. Haste e lança de ouro (para os estandartes).
O selo: nos termos da lei, com a legenda: "Junta de Freguesia de Rio de Moinhos – Penafiel".

A Ordenação heráldica do brasão, bandeira e selo branco da Freguesia de Rio de Moinhos, teve parecer emitido pela Comissão de Heráldica da Associação dos Arqueólogos Portugueses nos termos da Lei n.º 53/91, de 7 de Agosto em 10 de Maio de 1995 e foi publicada no Diário da República III série, n.º 165 – 19/07/1995.

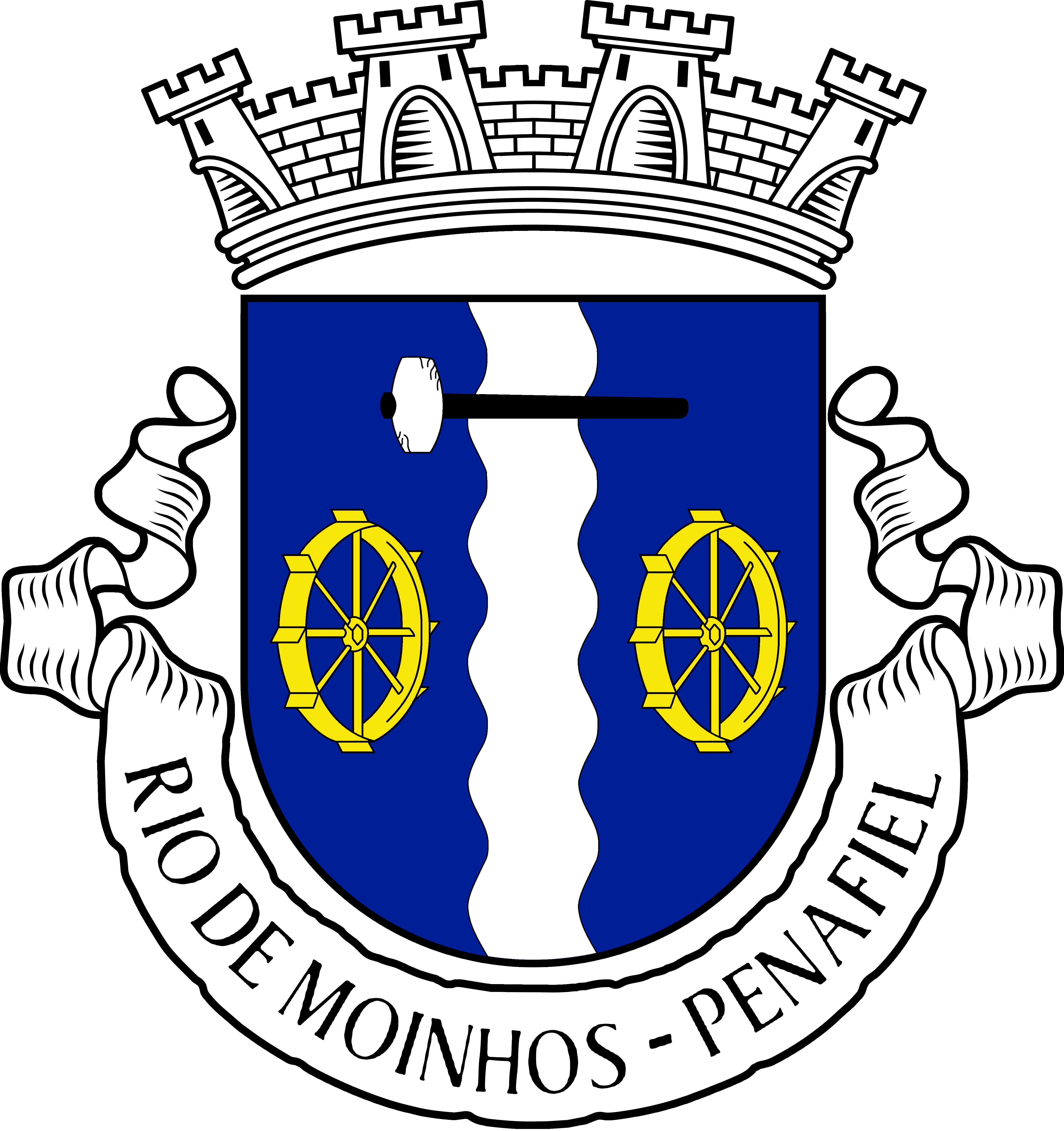
Brasão de armas de Rio de Moinhos
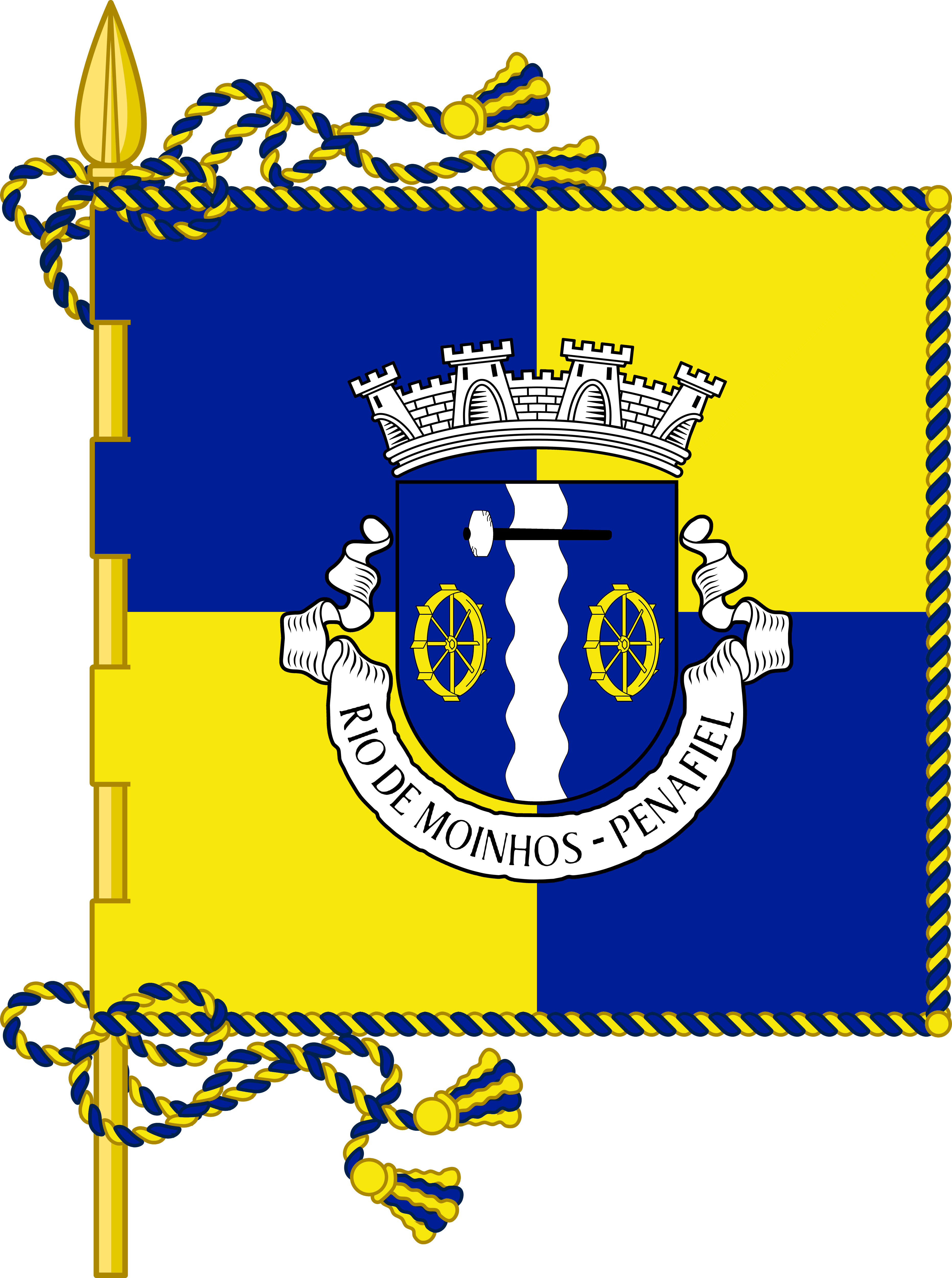
Bandeira/estandarte de Rio de Moinhos
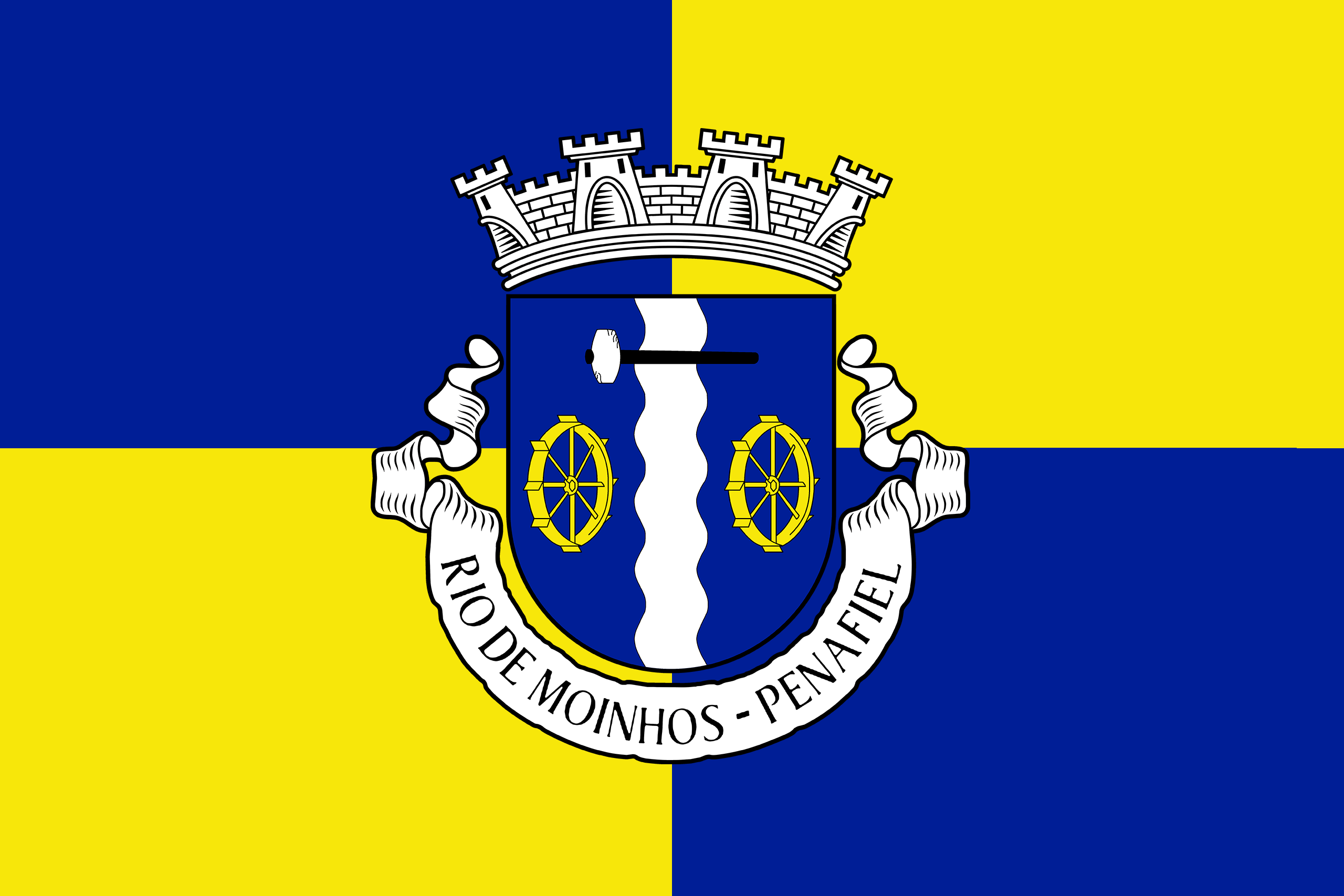
Bandeira de hastear de Rio de Moinhos
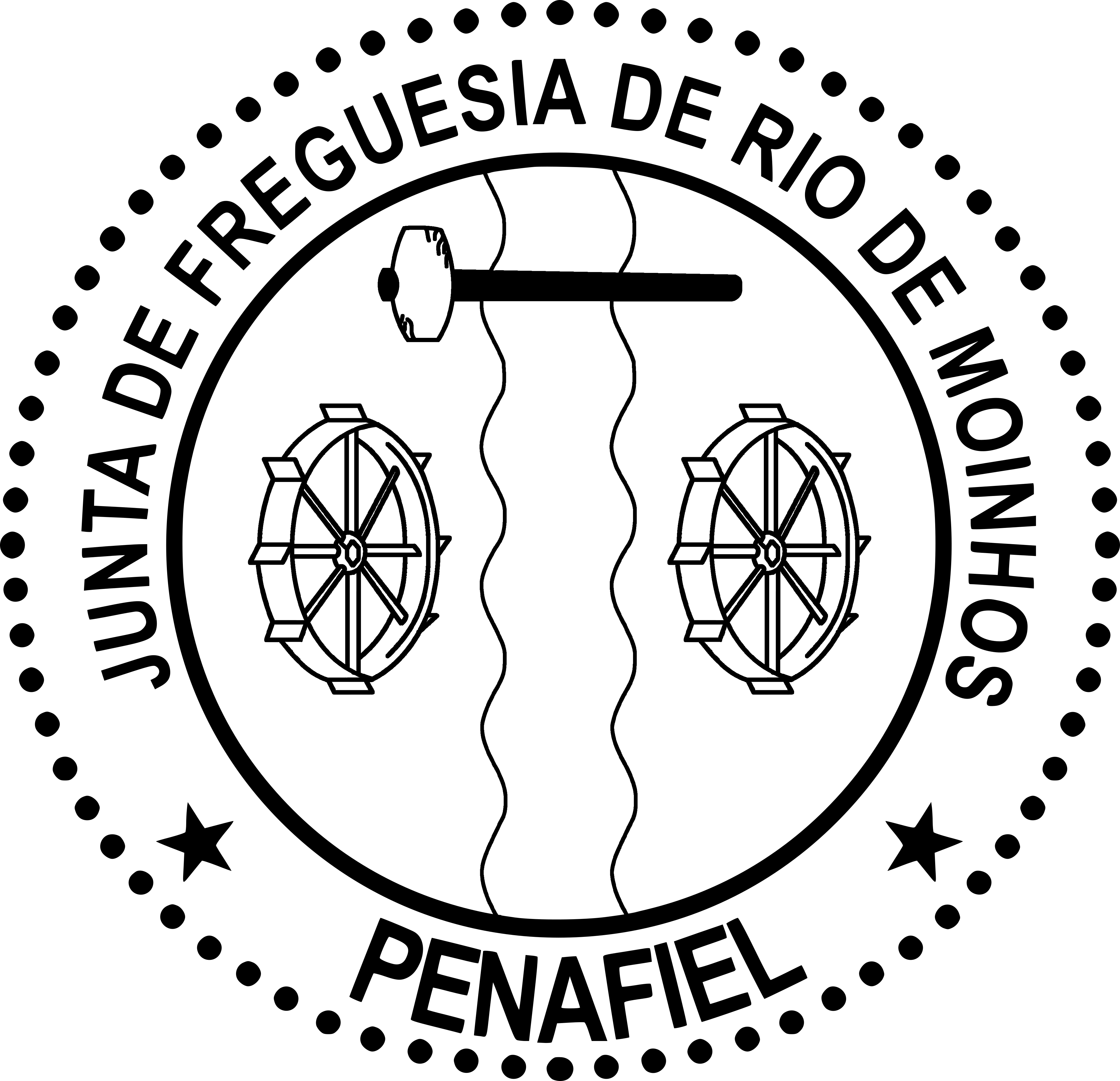
Selo de Rio de Moinhos

O hino: é da autoria da Maria Josefina Merino, a música e harmonização foi criada pelo Moisés Araújo e Manuel João Moura, tendo sido elaborado um arranjo instrumental para Banda Filarmónica, por Adão Augusto Monteiro.
A letra do hino:
Terra de muita labuta,
que amamos e queremos,
é como mãe carinhosa,
a quem nunca nós esquecemos.
Moinhos do nosso rio,
só na memória perduram,
os do Ribeiro porém
a tradição asseguram.
(Refrão)
Rio de Moinhos, terra linda,
seu encanto não tem rival.
Tem no alto a capelinha,
p’ra nos proteger do mal.
Ao fundo corre tão garboso,
o Tâmega tão sedutor,
sereno e misterioso,
consciente do seu valor
É também berço da pedra,
riqueza com muita dor,
que engrandece Portugal,
esta nossa terra de labor.
Percorremos mundo inteiro,
à procura de bem estar,
mas logo que ele aparece,
nossa ambição é voltar.
(Refrão)

## Religião
Como a maior parte das freguesias do norte de Portugal, também em Rio de Moinhos se confunde a paróquia com a própria freguesia. Aqui a religião católica assume uma predominância absoluta sobre qualquer outro credo. O Pároco, tal como o Presidente da Junta de Freguesia, é uma referência da vila.
Criação da Paróquia: A Paróquia de Rio de Moinhos foi criada em 1097 com o nome de São Martinho de Rio de Molinos. Como se verifica é anterior à nacionalidade. A Paróquia tem 926 anos de existência.
Construção da Igreja Matriz de Rio de Moinhos: Foi construída no século XVIII (Verifica-se que a Igreja Matriz foi construída em três fases, sendo a primeira o Edifício Principal e mais tarde e em datas diferentes o edifico da atual Sacristia e apoio à igreja e à comunidade, e um espaço onde funcionou até 2015  a Capela Mortuária. Essas datas estão gravadas nos umbrais das portas). Até à construção da Igreja Matriz as pessoas iam à missa nas capelas que existiam nas Quintas, pelo que só muito mais tarde houve a necessidade de criar uma igreja paroquial.
Pertencente à diocese do Porto, a paróquia de Rio de Moinhos tem como Orago maior São Martinho de Tours. É ao Santo Padroeiro da vila que está dedicada a Igreja Matriz. Em sua honra, durante o segundo fim de semana de setembro é organizada uma festa que tem o seu ponto mais alto ao Domingo, com a realização de uma majestosa procissão que percorre vários lugares da freguesia.
São Martinho permanece como Orago maior da paróquia já desde os tempos da Reconquista. Pelo menos a referência a "São Martinho de Rio Molinos" como um lugar da Anégia, já vem referido em textos do século XI. Como se viu na secção de História, a maior devoção ao santo padroeiro apareceu durante a guerra do Ultramar. Nessa altura tornou-se costume os rapazes em idade de tropa organizarem a festa de São Martinho. A fé dos riodemoinhenses atribui ao seu padroeiro o facto de nenhum filho da terra ter caído em África, em ação de guerra.
São Sebastião também é um dos Oragos da freguesia. A sua imagem é presença assídua nas procissões e a festa em honra de São Martinho também se estende a este santo (Festa de São Martinho e São Sebastião). No entanto os riodemoinhenses sempre dispensaram mais atenções a São Martinho, pelo que São Sebastião permanece um pouco ausente do pensamento da terra.

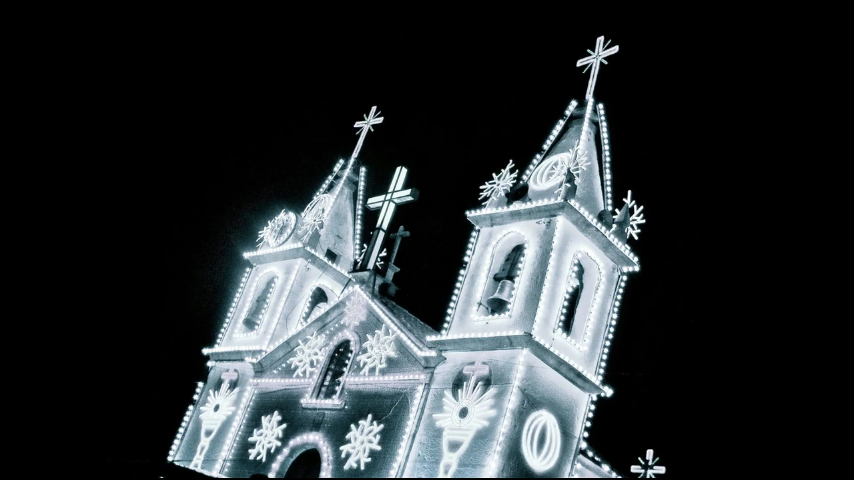
A Capela do Senhor dos Remédios, iluminada.

Sem dúvida que dos Oragos Menores, o Senhor dos Remédios é o que desperta mais atenções e afetos às gentes da terra. Não há família de Rio de Moinhos que em qualquer momento da sua vida não tenha pedido a sua intervenção para acudir a algum mal. Ao Senhor dos Remédios é atribuído um sem-número de milagres e ajudas, o que explica que a sua festa seja das mais concorridas das redondezas. Celebrado ao segundo fim de semana de julho, o Senhor dos Remédios tem no Sábado à noite o seu momento mais alto, com a procissão das velas. A procissão, que desce desde o alto do Senhor dos Remédios até ao Carvalhal, é visível a dezenas de quilómetros de distância. Nela participam gentes de todas as freguesias vizinhas que vêm agradecer e pagar as suas promessas ao Senhor. No Domingo de tarde realiza-se nova procissão, esta já não tão grande e espetacular como a anterior, mas igualmente bela. Tem anos em que é realizada sob um sol impiedoso de Verão, mas nem assim a fé de quem acredita no Senhor dos Remédios treme.
Construção da Capela do Sr. dos Remédios:  Nos finais do século XIX, as gentes de Rio de Moinhos iniciaram a construção de uma capela em honra do Senhor dos Remédios, no alto que tem o mesmo nome. A capela ficou pronta já no século XX e é um dos postais de visita da freguesia, além de natural miradouro.
Convém realçar que na Vila de Rio de Moinhos se realizam sete (7) festas religiosas ao longo do ano, existindo outras atividades também de carácter religioso de acordo com orientação dos responsáveis da Paróquia (Pároco, Confrarias e grupos de apoio), normalmente muito participadas pelos riodemoinhenses.
Mas nem só da organização de festas vive a paróquia de Rio de Moinhos. A necessidade da terra ter um espaço de convívio, de apoio à expressão cultural, lazer e socialização levou o Pároco Belmiro Matos a construir o Centro Paroquial de Rio de Moinhos, envolvendo toda a comunidade paroquial riodemoinhense, que com dádivas e muita  mão-de-obra graciosa, ergueram a obra de que todos se orgulham. Aqui  é digno realçar-se que o voluntarismo e a audácia, a honra e destemor, conjugado com a dureza do músculo e a doçura do coração,  fazem parte do património genético dos riodemoinhenses, povo que sempre se habituou a deitar mãos à obra, a tomar a iniciativa e não esperar que outros o façam - revelando audácia, determinação e inconformismo. É nesse centro (vulgo Salão), que hoje tem o nome do pároco que teve essa  visão e brilhante espírito de iniciativa e  o mandou construir, que boa parte da vida social e recreativa riodemoinhense gira. É lá que funciona o Coro da Igreja, Aulas de catequese, encontros paroquiais de vária ordem, o grupo de teatro, o Rancho folclórico e outras atividades levadas a efeito por muitos outros grupos culturais, possuindo um anfiteatro com capacidade para algumas centenas de pessoas, frequentemente utilizado para espetáculos e encontros religiosos e socioculturais de superior dimensão.
Aqui será legitimo parafrasear o poeta (F.P): O Homem sonha . . a obra nasce. De facto, sempre que os riodemoinhenses sonharam, as obras nasceram.
Lista de Párocos de São Martinho de Rio de Moinhos:
- Padre José Joaquim da Cunha e Veiga (18??-1827)
- Padre José Moreira de Sousa (1827-1844)
- Padre José Teixeira Rebello Vasconcelos (1844-1882)
- Padre Agostinho de Jesus Ferreira (1882-1925)
- Padre Augusto Teixeira Correia (1932-1944)
- Padre Belmiro Moreira de Azevedo Matos (1944-1991)
- Padre Luciano Alberto da Silva Lagoa (1991-2006)
- Padre Marco António Moreira da Silva (2006-2009)
- Padre Filipe Manuel da Costa e Silva (2009-2024)
- Padre Pedro Joaquim Gonçalves Teixeira (2024-atualidade)

## Infraestruturas
A Escola Básica de Rio de Moinhos integra a escola de ensino Básico e ensino pré-primário, bem dimensionado e de excelente localização - Bem no centro da freguesia - que promove a plena integração dos alunos no ensino, aprendizagem e inserção sociocultural. Apraz informar ainda, que a Junta de Freguesia da Vila de Rio de Moinhos, tem proporcionado serviços de bem-estar, conforto e mobilidade aos alunos, em que para além de refeições e apoio social; também disponibiliza, enquanto possível, transporte para os alunos que se inscrevam, através de um autocarro e minibus. Todos estes serviço contribuem para as melhores realizações dos adultos, pais e outros encarregados de educação, dando-lhes tempo e segurança, para as suas ocupações profissionais ou outras, contribuindo para melhor qualidade de vida do riodemoinhenses. No ano de 2017 sofreu uma profunda remodelação, onde se salienta a substituição do telhado (fibrocimento), revestimento das paredes em capoto, substituição de toda a caixilharia para vidro duplo, criação de um novo parque infantil, cobertura entre a entrada e o edifício, embelezamento e ajardinamento das áreas exteriores, pintura e renovação das paredes interiores e criação de um novo recinto desportivo para a prática de várias modalidades.
ADRM- Associação para o Desenvolvimento de Rio de Moinhos, IPSS, para apoio diurno aos idosos da freguesia, quer nas instalações da ADRM (Centro de Dia e ATL), quer em apoio domiciliário (SAD). Foi uma aposta ganha e presta um serviço relevante à sociedade riodemoinhense. Está lançada uma iniciativa para a Construção de um Lar para idosos, nas proximidades do atual edifício da ADRM. Possui, ainda, uma Creche, situada nas proximidades do Centro de dia (ADRM), onde acolhe crianças com todo o profissionalismo e afeto, para que os pais possam labutar no dia-a-dia.

## Cultura

### Coletividades
Rio de Moinhos sempre se distinguiu das freguesias vizinhas por possuir uma vida social e cultural dinâmica, tendo uma grande quantidade de coletividades.
Lista de coletividades formais de Rio de Moinhos:
1. Banda Musical e Cultural da Vila de Rio de Moinhos (1 de maio de 1907);
2. Rodribina - Grupo Coral de Rio de Moinhos (8 de dezembro 1973);
3. Sport Club Rio de Moinhos (24 de julho de 1974);
4. Sociedade Columbófila de Rio de Moinhos (1974);
5. Centro Cultural e Recreativo de Rio de Moinhos - Rancho Folclórico (12 de fevereiro 1978); que preserva o folclore tradicional.
6. Associação para o Desenvolvimento de Rio de Moinhos (24 de setembro de 1994);
7. Clube de Caçadores de Rio de Moinhos (27 de fevereiro de 1999);
8. Cantarias (2002);
9. Grupo de Bombos "Os Amigos de Cima" (10 de junho de 2005);
10. Revela Desafios - Futsal e Dança (fevereiro de 2008);
11. Rio M - Associação Cultural (2019);

Para além destes, destacam-se vários grupos paroquiais pelo seu dinamismo, nomeadamente:
1. O Grupo de Jovens
2. O “Amigos do Teatro” - Grupo de Teatro
3. O Jornal “O Moinho”

Existem ainda alguns grupos menos formais mas também de grande significado cultural, e grupos que se formam ad-hoc, por exemplo as comissões de festas e diversificados eventos de carácter social, cultural e de solidariedade.
O Associativismo é uma marca dos riodemoinhenses, está-lhes na sua genética, está-lhes no sangue e tem o futuro garantido. É apreciável o elevado número de adolescentes e jovens que já se envolvem nas atividades Socioculturais e desportivas da comunidade riodemoinhense.
Disto é exemplo a antiga Escola Primária, bem no centro da freguesia, transformada em Sede da Banda Musical e Cultural de Rio de Moinhos e simultaneamente escola de música.
O empreendedorismo, capacidade criativa e iniciativa, de envolvência e vanguardismo, a par do espírito de solidariedade frequentemente expressado na ajuda ao próximo, fazem dos riodemoinhenses um povo de referência, uma comunidade inigualável, gente superior.
Ninguém fica indiferente ao modus de viver, do sentir da sua terra, do orgulho de pertença, do apego genuíno e inabalável, ao pulsar e do ser do povo riodemoinhense. Como dizem muitos visitantes: "Os riodemoinhenses são gente superior… e Toda esta vivência dá a Rio de Moinhos um Estatuto Cultural acima da média nacional".

### Eventos
São realizadas várias festas religiosas e de carácter religioso ao longo do ano em Rio de Moinhos, normalmente muito participadas pelos riodemoinhenses. Rio de Moinhos é conhecido por ser uma terra de muitas festas por muitos habitantes das freguesias vizinhas, dizem que "é difícil ir um fim de semana a Rio de Moinhos em que não haja festa" desde arraias a múltiplas atividades culturais, feirinhas com fins de solidariedade para custear atividades culturais, encontros culturais da mais diversificada natureza, teatro, danças e cantares, e representações de várias ordem e multifacetados. Nas grandes festas da freguesia (Festa em Honra ao Nosso Senhor dos Remédios e Festa em Honra a São Martinho e São Sebastião) tinha-se como tradição a queima das vacas de fogo.

#### Feiras
Nos dias 4 e 16 de cada mês. Sempre que esses dias sejam domingo e/ou feriados, as feiras passam para o dia seguinte

#### Festividades Religiosas
- Menino Jesus a 1 de janeiro;
- Imaculado Coração de Maria a 1 de maio;
- Santíssimo Sacramento que se festeja-se antes do Corpo de Deus;
- Festa em Honra do nosso Senhor dos Remédios no 2.º fim de semana de julho; (sendo esta maior festa da vila, realizada pela primeira vez nos finais do século XIX e anteriormente realizada no mês de abril)
- Festa em Honra a Senhora do Rosário a 15 de agosto;
- Festa em Honra a São Martinho e São Sebastião no 2.º fim de semana de setembro.

Anteriormente era realizada uma Festa em Honra do Sagrado Coração de Jesus conforme os registos indicam, era realizada por volta do verão (século XIX).

#### Outras festividades
- Carnaval Riodemoinhense: Com início no ano 2000, o Carnaval riodemoinhense, por regra realiza o seu desfile (Corso) no dia de Carnaval, salvo pontuais exceções por razões climatéricas. A tarefa cabe às quatro zonas da freguesia, em que cada zona desfila com o seu tema. É já um evento imperdível e atrai muitos visitantes de muitas freguesias vizinhas, do Município de Penafiel, e de municípios vizinhos. O sucesso deve-se à criatividade, ao voluntarismo, inovação, generosidade das pessoas, que custeiam as despesas organizam e ensaiam as suas danças e músicas para o Corso Carnavalesco. São participantes principalmente da terra, naturalmente amadores, mas graças ao esforço e dedicação conseguem desfilar com obras artísticas quase perfeitas, tal é o empenho.
- Comemoração do Dia da Criança no sábado a seguir ao dia 1 de junho.
- Festival de Folclore no sábado anterior ao 20 de junho.
- Elevação de Rio de Moinhos à categoria de Vila a 20 de junho.
- Encontro nacional de Rio de Moinhos: Em 2006 organizou um evento (essa senda a II Edição) que já vai para a 18ª edição em 2024: o encontro nacional de Rio de Moinhos, que junta todos os anos os habitantes dos vários Rio de Moinhos do país (Penafiel, Abrantes, Aljustrel, Arcos de Valdevez, Borba e Sátão). Devido ao facto deste evento juntar pessoas dos mais variados pontos do país, tornou-se num importante encontro das várias culturas regionais portuguesas, realizado no 1.º fim de semana de julho de 6 em 6 anos em Rio de Moinhos, Penafiel.
- Encontro de Motos e Motorizadas no primeiro fim de semana de agosto, realizado desde 2013.
- Verão em Festa numa semana em agosto.
- River Stone Fest: É um festival de Rock e Metal realizado num sábado de setembro na freguesia junto a Barragem do Torrão, é organizado atualmente pela Associação Rio M, foi a 26 de setembro de 2015 a sua primeira edição, e tem vindo a ser realizado anualmente exceto em 2020 e 2021 devido a pandemia de COVID-19. Existe ainda o River Stone Winter Fest um festival de Rock e Metal em menor escala, também ele organizado pela Associação Rio M, a sua primeira edição foi em 15 de fevereiro de 2020 e é organizado anualmente exceto em 2021 .
- Magusto de São Martinho a 11 de novembro, realiza-se desde 1995.

A vida sociocultural riodemoinhense está muito acima da média nacional. A Vila de Rio de Moinhos proporciona uma vida envolvente, por ser uma terra e um povo naturalmente acolhedor/afetuoso, integrador e entranhante.

### Desporto
Em Rio de Moinhos o desporto é praticado já há muitos anos na forma de futebol. Também aqui a freguesia se destacou das outras do Município de Penafiel. Chegou a ter duas equipas de futebol e uma delas atingiu a 3ª Divisão Nacional.
Tudo começou nos finais dos anos 1950, quando os jogos de amadores entre equipas das freguesias vizinhas levavam a população em peso aos campos ver futebol, nos domingos à tarde. Por essa altura surgiu um clube de futebol com o nome da terra, que se limitava a disputar os campeonatos de amadores do distrito do Porto, mais tarde, já nos anos 1960, o clube teve como presidente o Sr. José Alves. A situação do clube não era famosa e José Alves deitou-lhe a mão, desenvolveu-o para tornar-se num dos clubes mais fortes da região. Nascia assim o Clube Desportivo José Alves cujo campo de futebol era já na freguesia de Cabeça Santa, mas continuava a ser o clube dos riodemoinhenses. Este clube de futebol cresceu muito à sombra do seu presidente, um dos maiores da indústria do granito. A acusação de que José Alves se apossara do clube transformando-o em sua propriedade e retirando-o aos riodemoinhenses, levou a que várias pessoas da terra fundassem em 1974 o Sport Club Rio de Moinhos. A freguesia teve assim durante alguns anos 2 clubes a competir. Apesar do fervor desportivo do novo clube, o antigo "José Alves" esteve sempre acima e já no início dos anos 1980 quase subiu à 2ª  Divisão nacional.
Nessa altura, vários fatores obrigaram José Alves a extinguir o clube a que deu o nome. Desde a situação precária das suas empresas, passando pelo falhanço desportivo de não subir de divisão, acabando na parte negativa da freguesia ter 2 clubes de futebol, o que criava rivalidades que ultrapassavam por vezes a barreira do desporto e desaguavam em cenas de violência. No início dos anos 1980 José Alves extinguiu o futebol sénior do seu clube e alguns anos depois foi a vez do próprio clube encerrar as portas de vez. Quanto ao SC Rio de Moinhos, continuou no ativo mas sem atingir as performances do "José Alves", limitando-se a jogar nos vários escalões distritais do Porto. 
Atualmente o SC Rio de Moinhos está na Divisão de Honra da Associação de Futebol do Porto.
O atual complexo desportivo do SC Rio de Moinhos, o Estádio da Bela Vista, possui uma bancada coberta e um piso em relva sintética proporcionando mais conforto aos praticantes de futebol dos vários escalões.
A Vila de Rio de Moinhos possui também um Pavilhão (Sentir Penafiel) para diversificadas atividades desportivas e culturais. Trata-se um Pavilhão Municipal de gestão integrada, servindo a comunidade concelhia. A disponibilidade de utilização, deste Pavilhão, é um fator de estimulo para os riodemoinhenses de todas as faixas etárias, amantes da saudável prática desportiva e atividades culturais.

### Património

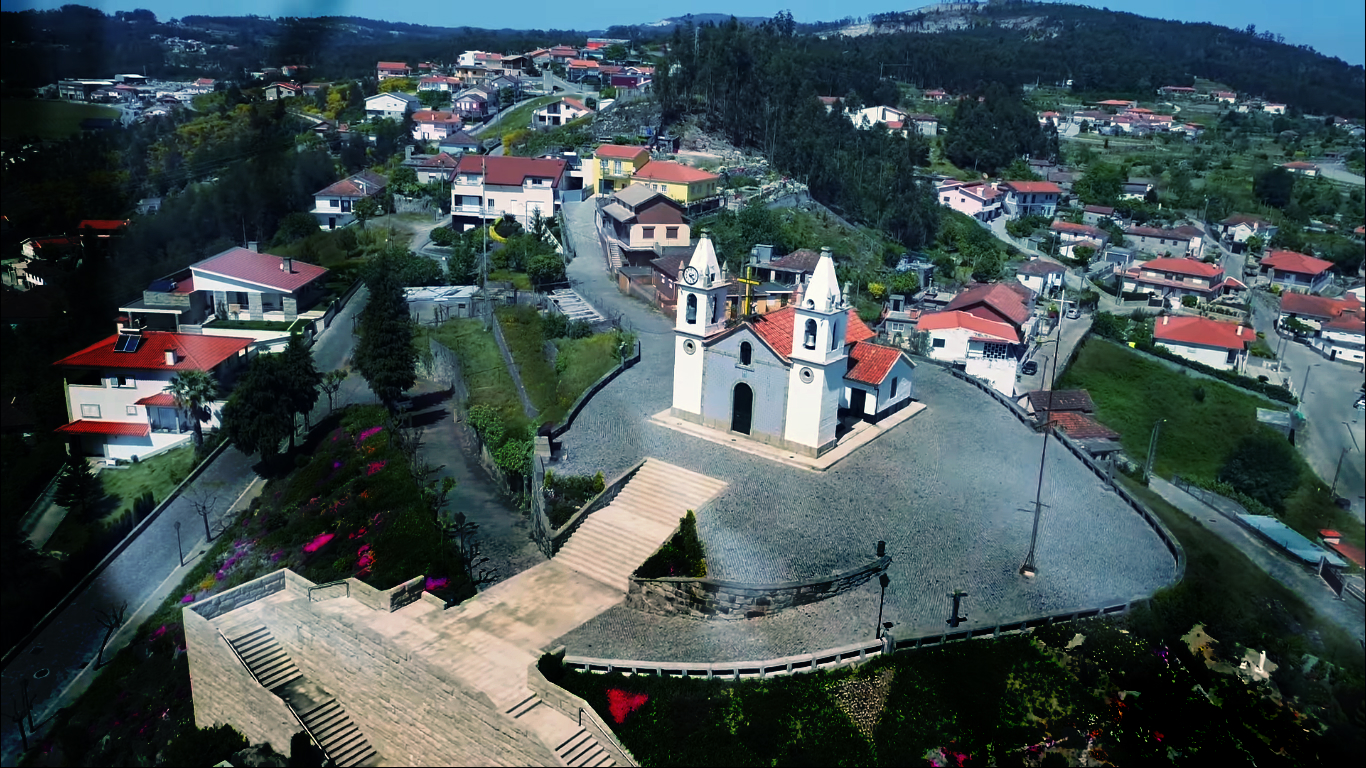
Capela do Senhor dos Remédios

Rio de Moinhos possui várias quintas antigas, e casas de renome, como a Casa das Mouras; mas todas elas são particulares e não se encontram abertas ao público.
Estão abertos ao público os seguintes monumentos e construções:
- Capela do Senhor dos Remédios, inaugurada a 8 de dezembro de 1904, e as suas torres em 1912 e 1931.
- Miradouro da Capela do Senhor dos Remédios
- Igreja Matriz de Rio de Moinhos, já com vários séculos de existência.
- Santuário de Nossa Senhora, no Largo Coração de Maria, na bifurcação da Avenida do Tâmega com a Avenida de Agrela.
- Largo do Carvalhal - Centro Histórico - Cartão de visita da Vila, por excelência, que deslumbra os visitantes e orgulha os riodemoinhenses. É percetível que muito da vida dos habitantes da Vila de Rio de Moinhos passa pelo Largo do Carvalhal. (anteriormente conhecido como Largo de Cans ou Largo da Feira ou Largo Sacadura Cabral).
- Parque Lazer de Novelhos, onde ainda se podem encontrar os moinhos antigos da vila.
- Parque Lazer do Ribeiro,  dos dois lados da Presa (Represa) da Ribeira das Lajes, no lugar do Ribeiro. Áreas de lazer e parque de merendas.
- Parque Lazer da Ribeira, onde se encontra a "Ilha dos Amores" e um parque de merendas.
- Parque Lazer de Barco de Souto, onde existe um baloiço em vista para o rio Tâmega.
- Barragem do Torrão. Existe a Barragem no Rio Tâmega, na cavidade entre Rio de Moinhos - Penafiel, e Alpendurada e Matos - Marco de Canaveses, que proporciona algumas atividades desportivas e de lazer, para além da beleza do espelho de água.
- Pelourinho / Monumento-Memorial, no Largo do Carvalhal, onde se encontram datas históricas de Portugal (1140, 1640 e 1940).

Património Gastronómico: Fabrico de Pão de Ló e Cavacas, como doces regionais.
Património Imaterial: Pode-se aqui inserir a centenária Banda Musical e Cultural de Rio de Moinhos, o Rancho Folclórico e o grupo Coral Rodribina.

### Curiosidades
Como quase todas as localidades antigas do Norte de Portugal, Rio de Moinhos também guarda lendas e contos que a população foi mitificando ao longo dos tempos:
- A lenda da Moura Encantada que, escondida num penedo, gemia cada vez que os homens batiam na pedra, assim nasceu o Penedo da Pena, que dá nome a um dos lugares da freguesia.
- A lenda do Barão das Lages, senhor da quinta de Juncosa, que nos anos da Reconquista resolveu prender a sua mulher ao cavalo e a arrastou pela quinta até morrer. Diz-se que fez isso por ciúmes, pois suspeitava que a mulher o tivesse traído quando ele andava pelo sul a lutar contra os Infiéis. Reza a lenda que o fantasma do barão e da sua mulher ainda circulam pela quinta…
- Outras histórias: A lenda de que mulheres lavavam a roupa de noite nos ribeiros; De animais que de noite andavam à solta pela freguesia; de que um padre falecido que aparecia em cuecas; entre outros mitos igualmente fantásticos, remontam a uma época em que de noite não havia iluminação elétrica e tudo parecia assustador. Mas dão ótimos contos para os avós contarem aos netos nas noites frias junto às lareiras.
- O Largo do Carvalhal apesar do nome que ainda subsiste, do antigo carvalhal apenas resta uma carvalha plantada há poucos anos, esta carvalha foi plantada no local onde uma outra sim muito antiga, estava situada antes de ter sido fulminada por um raio numa noite de trovoada, os antigos ainda hoje recordam a "velha carvalha" como símbolo da terra.
- Na Paróquia de Rio de Moinhos existem dois relógios eletrónicos que difundem o som da música que antecede as badaladas do número de horas através de aparelhagem sonora: O mais antigo na Capela do Senhor dos Remédios lá bem no alto, outro mais recente na Igreja Matriz no centro da Vila. Parece um pouquinho exagerado ou manifestação de vaidade mas que enobrece os riodemoinhenses que com carinho e grandeza de carácter custearam esses investimentos de cariz cultural e, por vezes, lúdico, associado à religiosidade que firmemente partilham.
- Também famoso, mas já em desuso, era a subtração de vasos de jardim e muitos outros utensílios feitas pelos rapazes em vários pontos da freguesia que eram depositados nos coretos, no centro da Vila, nas noites de São João e de São Pedro. Foi tradição que durou dezenas de anos e atingia sobretudo as raparigas, dando gozo aos rapazes ver depois as raparigas carregar os objetos de volta para casa.
- O nome errado atribuído muitas vezes á Barragem do Tâmega é Barragem do Torrão, uma vez que esta freguesia nada tem a ver com a barragem.
- A Luta pela edificação da Escola Básica de Penafiel Sudeste, que provocou graves distúrbios junto da Câmara de Penafiel, obrigando à intervenção da GNR nos Finais dos anos 1990. Acabou por ser construída numa freguesia vizinha, apesar do maior número de alunos ser de Rio de Moinhos.
- O Cemitério da Vila de Rio de Moinhos. É um espaço emblemático da Vila, de quase glorificação dos ente-queridos, em que a superior beleza não deixa ninguém indiferente. É inquestionavelmente um espaço de culto,  é o local onde estão reunidos os riodemoinhenses inesquecíveis, as memórias gloriosas - Como versa Camões n´ Os Lusíadas, Canto I, 2ª. Estrofe: " E Aqueles, que por obras valerosas; se vão da lei da morte libertando". Os riodemoinhenses ali reunidos (sepultados) que jamais serão esquecidos, não morrerão na memória deste povo. Visitar o Cemitério de Rio de Moinhos, como local de introspeção e espiritualidade, é já um ato social e simultaneamente de reconhecimento, gratidão e sempre inspirador.
- A generosidade e reconhecimento do povo riodemoinhense vai muito para além desta vida. Sendo o cemitério um bom exemplo desta afirmação, tal é o carinho como é tratado, mesmo que se diga existir algum luxo. Mas é uma atitude livre, desprendida e no respeito pelos mais nobres códigos de honra.
- De igual modo se expõe o requinte do Adro da Igreja Paroquial e o Adro da Capela dos Senhor dos Remédios, cujas obras foram feitas pela mão-de-obra graciosa  de voluntários e por dádivas dos paroquianos (riodemoinhenses). Aqui também foram à luta, sonharam e a obras nasceram.
- O "FAMOSO TRIBUNAL". Explicando. No centro da Vila, ao lado da carvalha, existem bancos de jardim e um sobre-muro que serve de assento, por cima de um fontanário - também conhecido por cima do tanque (antes da reconversão do Largo, há muitas dezenas de anos, existiu de facto ali um tanque e fontanário). Nesse muro e bancos de jardim ali ao dispor juntam-se, por regra, anciãos - homens com muita idade.  Como passatempo,  estes Anciãos dedicam-se a murmurar,  ao jeito de censura das pessoas que passavam nas imediações, sobretudo das mulheres e raparigas: "Olha aquela a fumar, ui que falta de pano na saia da gaja; eh pá, aquela já guia" (referindo-se às condutoras); olha vai tomar o pequeno almoço no café, xiça, e assim sucessivamente. A identificação é tal, que basta dizer, a pessoa x ou y está no tribunal, que já se sabia que era naquele sitio.

## Política e administração

### Presidentes da junta de paróquia civil/junta de freguesia
1. Padre José Moreira de Sousa (1830-1844)
2. Padre José Teixeira Rebello Vasconcelos (1844-1874)
3. Columbano Pinto Ribeiro de Castro Portugal da Silveira (1874-1879)
4. José Pinto Soares Rodrigues Ferreira (1879-1884)
5. Manuel Ferreira da Fonseca (1884-1893)
6. António Soares do Souto (1893-1896)
7. Padre Agostinho de Jesus Ferreira (1896-1910)
8. Manuel Ferreira da Fonseca (1910-1914)
9. Francisco de Sousa Moreira (1914-1932)
10. Belarmino Leite Oliveira Carvalho e Araújo (1932-1937)
11. José Pereira da Rocha (1937-1945)
12. Franquelim Pedro dos Anjos (1945-1950)
13. José Pereira da Rocha (1950-1967)
14. Armando Ferreira Cancela (1967-1975)
15. Manuel Teixeira (1975-1977)
16. António Emílio de Jesus Vieira (PPD/PSD) (1977-1980)
17. José Maria Soares Pinto (Independente) (1980-1983)
18. Augusto Rocha da Cunha (PS) (1983-1994)
19. Emídio Augusto da Silva Alves (PPD/PSD) (1994-1998)
20. Joaquim da Silva Rodrigues (PPD/PSD) (1998-2014)
21. Henrique Manuel Azevedo Martins (PPD/PSD) (2014-atualidade)

## Galeria

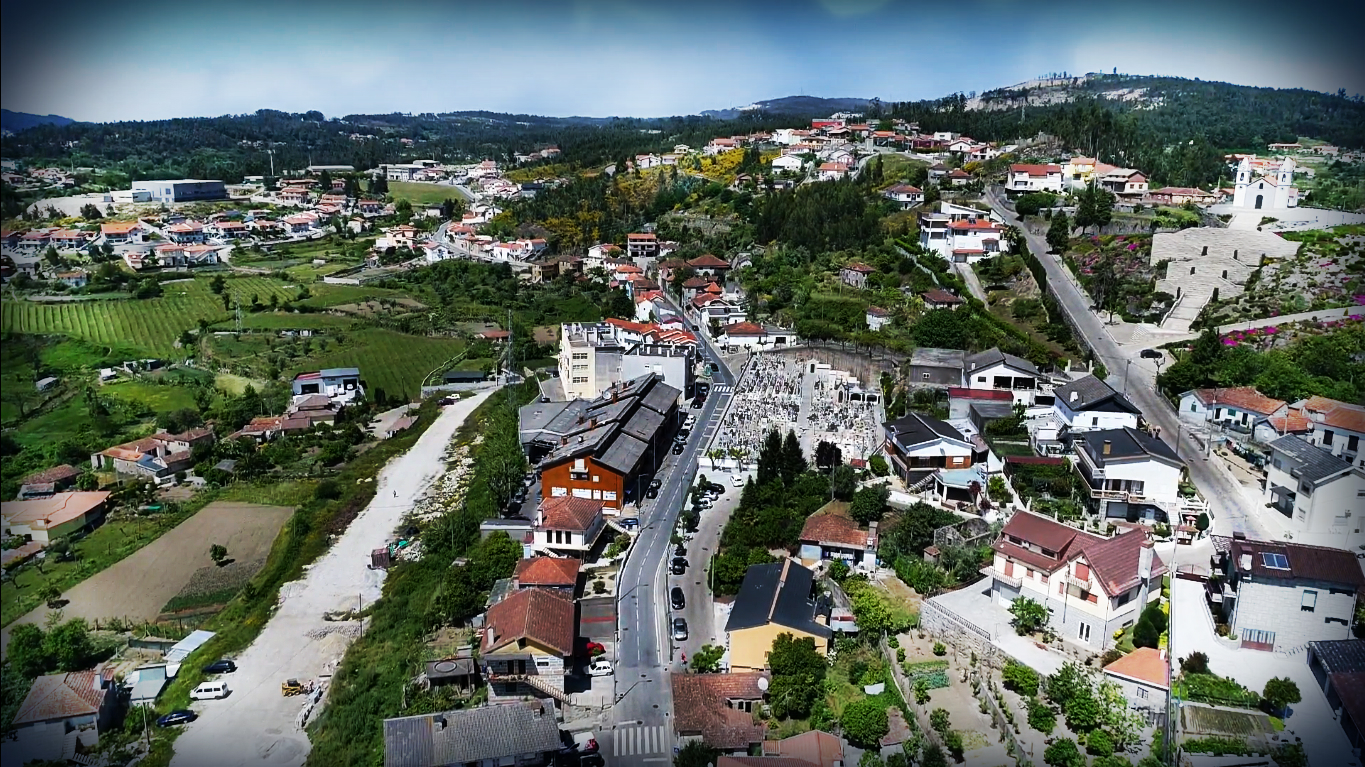
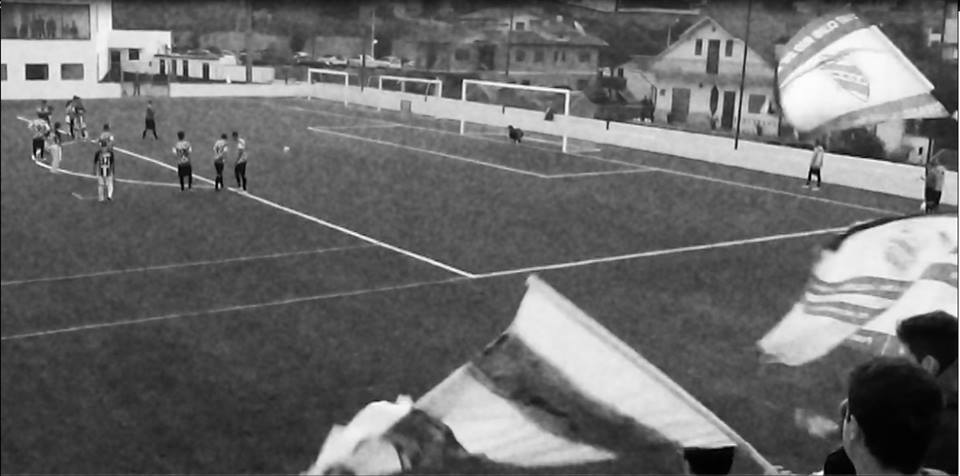
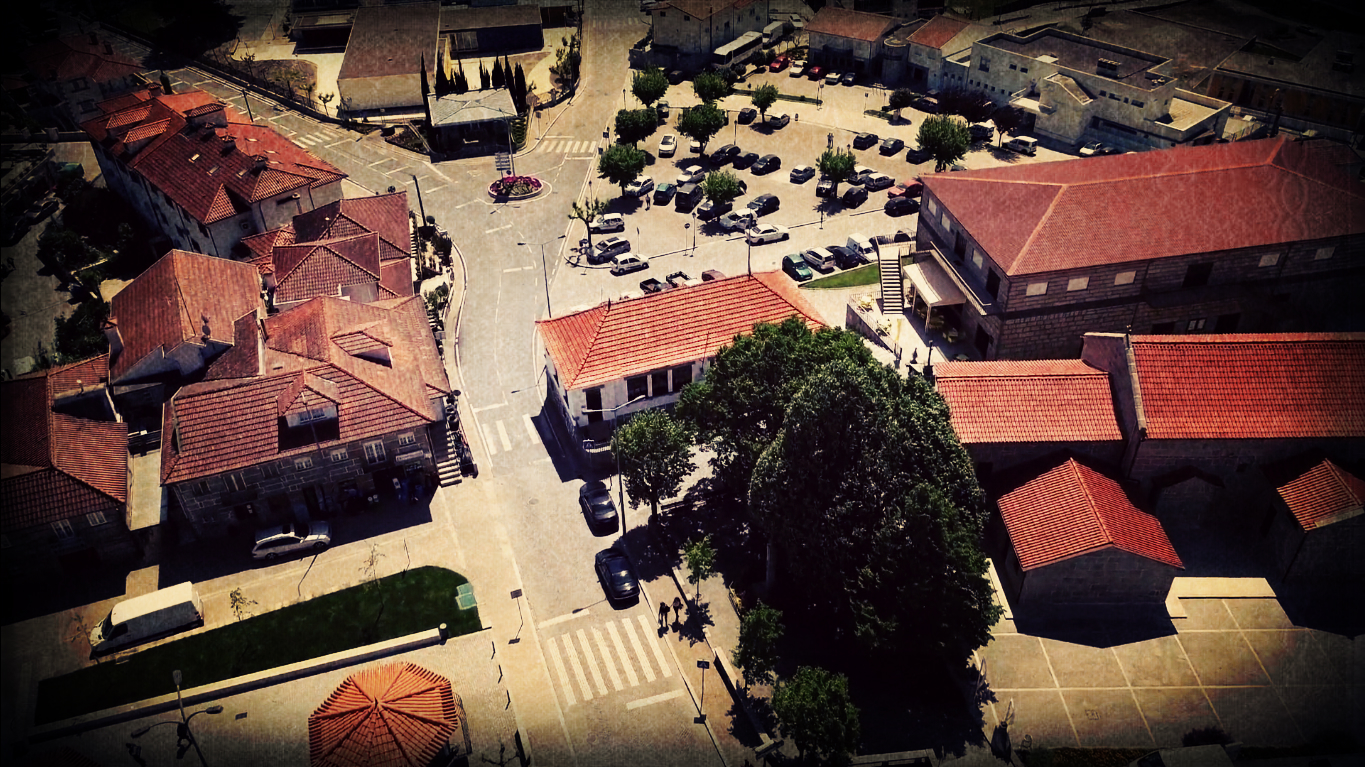
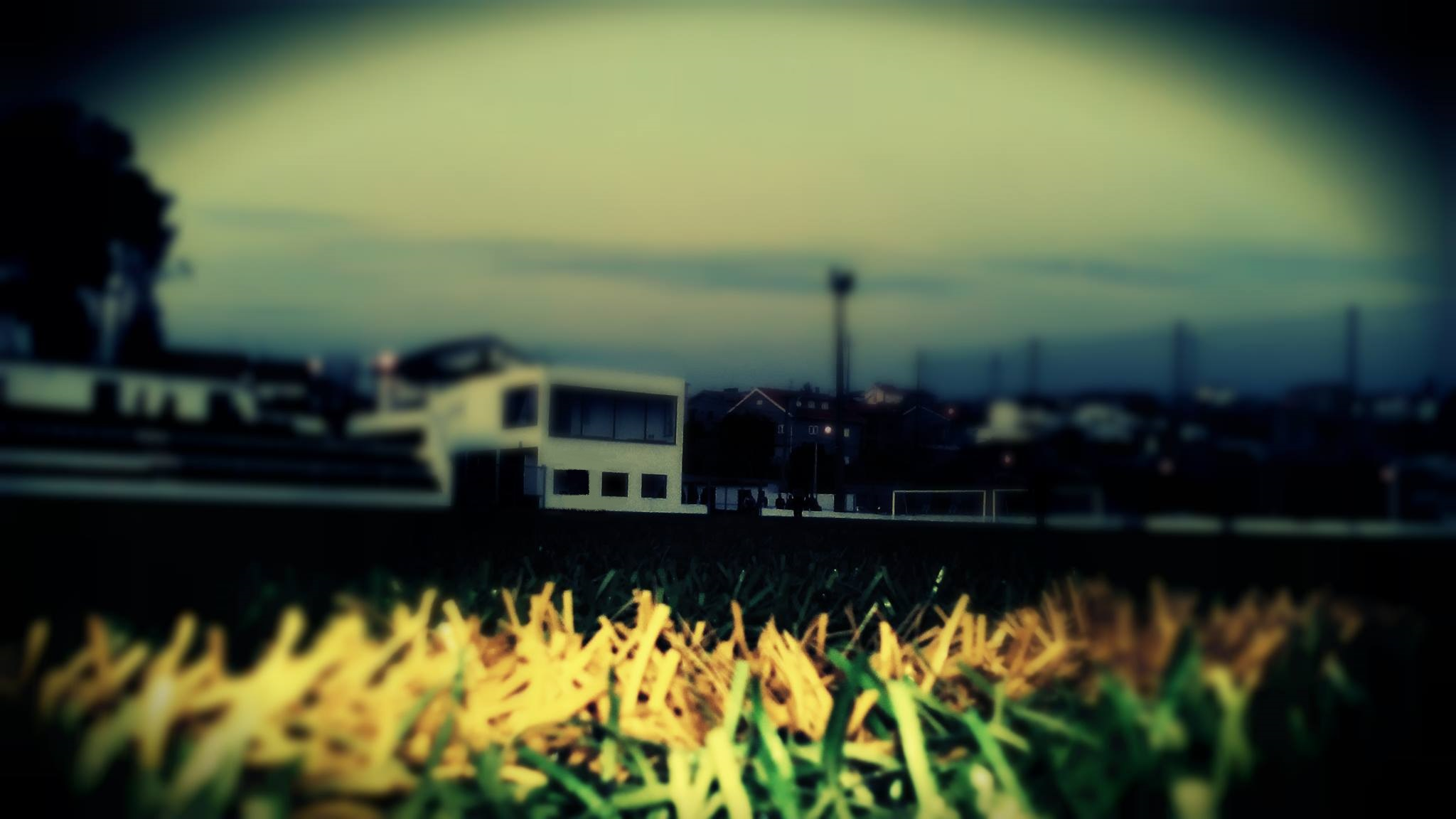
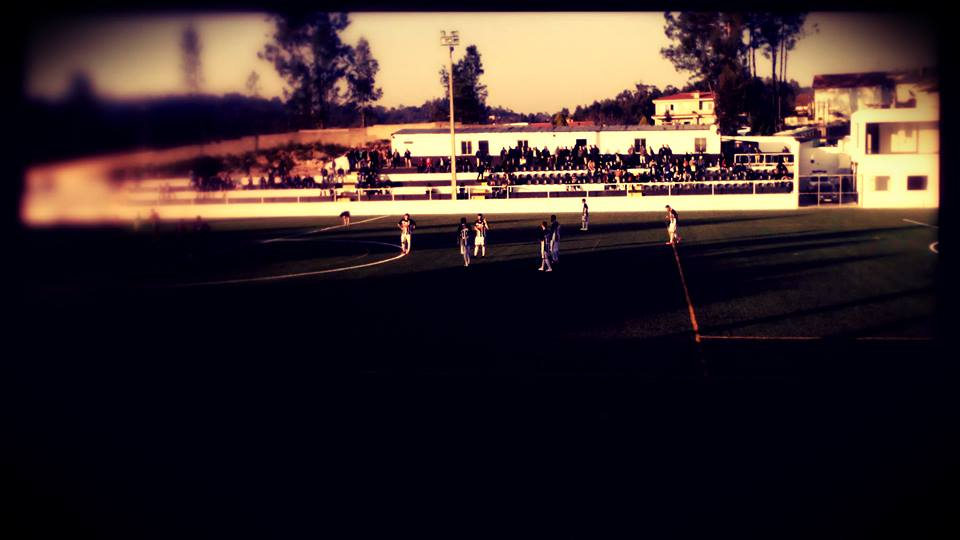

### Eleições

#### Eleições autárquicas
Câmara Municipal
| Câmara Municipal | Câmara Municipal | Câmara Municipal | Câmara Municipal | Câmara Municipal | Câmara Municipal | Câmara Municipal |       | Assembleia Municipal | Assembleia Municipal | Assembleia Municipal | Assembleia Municipal | Assembleia Municipal | Assembleia Municipal | Assembleia Municipal |
| Data             | %                | %                | %                | %                | %                | %                | Data  | %                    | %                    | %                    | %                    | %                    | %                    |                      |
| Data             | PPD/PSD          | PS               | CDS-PP           | AD               | PPD/PSD. CDS-PP  | PS-RIR           | Data  | PPD/PSD              | PS                   | CDS-PP               | AD                   | PPD/PSD. CDS-PP      | PS-RIR               |                      |
| ---------------- | ---------------- | ---------------- | ---------------- | ---------------- | ---------------- | ---------------- | ----- | -------------------- | -------------------- | -------------------- | -------------------- | -------------------- | -------------------- | -------------------- |
| 1976             | 1º               | 2º               | 3º               |                  |                  |                  | 1976  | 1º                   | 2º                   | 3º                   |                      |                      |                      |                      |
| 1979             | AD               | 2º               | AD               | 1º               | 1979             | AD               | 2º    | AD                   | 1º                   |                      |                      |                      |                      |                      |
| 1982             | AD               | 46,73            | AD               | 44,81            | 1982             | AD               | 1º    | AD                   | 2º                   |                      |                      |                      |                      |                      |
| 1985             | 2º               | 1º               | 3º               |                  | 1985             | 2º               | 1º    | 3º                   |                      |                      |                      |                      |                      |                      |
| 1989             | 2º               | 1º               | 3º               | 1989             | 2º               | 1º               | 3º    |                      |                      |                      |                      |                      |                      |                      |
| 1993             | 44,74            | 50,70            | 1,52             | 1993             | 44,92            | 49,18            | 1,58  |                      |                      |                      |                      |                      |                      |                      |
| 1997             | 54,24            | 38,59            | 3,62             | 1997             | 55,93            | 35,99            | 3,73  |                      |                      |                      |                      |                      |                      |                      |
| 2001             | PSD/CDS          | 16,56            | PSD/CDS          | 73,83            | 2001             | PSD/CDS          | 15,58 | PSD/CDS              | 74,25                |                      |                      |                      |                      |                      |
| 2005             | PSD/CDS          | 19,05            | PSD/CDS          | 74,45            | 2005             | PSD/CDS          | 20,74 | PSD/CDS              | 72,43                |                      |                      |                      |                      |                      |
| 2009             | PSD/CDS          | 22,74            | PSD/CDS          | 71,51            | 2009             | PSD/CDS          | 23,06 | PSD/CDS              | 69,95                |                      |                      |                      |                      |                      |
| 2013             | PSD/CDS          | 41,14            | PSD/CDS          | 55,02            | 2013             | PSD/CDS          | 39,86 | PSD/CDS              | 55,41                |                      |                      |                      |                      |                      |
| 2017             | PSD/CDS          | 31,30            | PSD/CDS          | 59,25            | 2017             | PSD/CDS          | 32,12 | PSD/CDS              | 57,74                |                      |                      |                      |                      |                      |
| 2021             | PSD/CDS          | PS-RIR           | PSD/CDS          | 59,08            | 36,13            | PSD/CDS          | 2021  | PSD/CDS              | PS-RIR               | 58,43                | 36,72                |                      |                      |                      |

Junta de Freguesia
| Assembleia de Freguesia | Assembleia de Freguesia | Assembleia de Freguesia | Assembleia de Freguesia | Assembleia de Freguesia | Assembleia de Freguesia | Assembleia de Freguesia | Assembleia de Freguesia | Assembleia de Freguesia | Assembleia de Freguesia |
| Data                    | %                       | %                       |                         | %                       | %                       | %                       | %                       | %                       | %                       |
| Data                    | PPD/PSD                 | PS                      | CDS-PP                  | Indep.                  | AD                      | FEPU/ APU/ CDU          | PPD/PSD. CDS-PP         | PSN                     | PS-RIR                  |
| ----------------------- | ----------------------- | ----------------------- | ----------------------- | ----------------------- | ----------------------- | ----------------------- | ----------------------- | ----------------------- | ----------------------- |
| 1976                    | 51,50                   | 37,60                   | 6,45                    |                         |                         |                         |                         |                         |                         |
| 1979                    | AD                      | 27,98                   | AD                      | 38,45                   | 29,38                   | 1,86                    |                         |                         |                         |
| 1982                    | AD                      | 46,73                   | AD                      |                         | 44,81                   | 4,47                    |                         |                         |                         |
| 1985                    | 25,58                   | 66,76                   | 2,87                    |                         | 2,67                    |                         |                         |                         |                         |
| 1989                    | 33,94                   | 61,73                   | 1,29                    | 0,84                    |                         |                         |                         |                         |                         |
| 1993                    | 53,74                   | 42,12                   | 1,40                    | 0,67                    | 0,91                    |                         |                         |                         |                         |
| 1997                    | 61,07                   | 32,03                   | 3,16                    | 1,19                    | 0,56                    |                         |                         |                         |                         |
| 2001                    | PSD/CDS                 | 8,28                    | PSD/CDS                 | 5,23                    | 83,51                   |                         |                         |                         |                         |
| 2005                    | PSD/CDS                 | 18,45                   | PSD/CDS                 | 3,55                    | 75,87                   |                         |                         |                         |                         |
| 2009                    | PSD/CDS                 | 23,17                   | PSD/CDS                 | 2,37                    | 72,74                   |                         |                         |                         |                         |
| 2013                    | PSD/CDS                 | 37,40                   | PSD/CDS                 | 1,78                    | 59,14                   |                         |                         |                         |                         |
| 2017                    | PSD/CDS                 | 29,57                   | PSD/CDS                 | 2,38                    | 66,38                   |                         |                         |                         |                         |
| 2021                    | PSD/CDS                 | PS-RIR                  | PSD/CDS                 | 0,77                    | 60,73                   | 36,55                   |                         |                         |                         |

#### Eleições Legislativas
| Data | %       | %     | %      | %   | %     | %    | %        | %     | %     | %    | %     | %     | %        | % | %  | %  | %   |  |
| Data | PPD/PSD | PS    | CDS-PP | PCP | UDP   | AD   | APU/ CDU | FRS   | PRD   | PSN  | B.E.  | PAN   | PSD/ CDS | L | IL | CH | JPP |  |
| ---- | ------- | ----- | ------ | --- | ----- | ---- | -------- | ----- | ----- | ---- | ----- | ----- | -------- | - | -- | -- | --- |  |
| Data | 1976    | 1º    | 2º     | 3º  | 4º    | ?    |          |       |       |      |       |       |          |   |    |    |     |  |
| 1979 | AD      | 2º    | AD     | APU | ?     | 1º   | 3º       |       |       |      |       |       |          |   |    |    |     |  |
| 1980 | AD      | FRS   | AD     | APU | ?     | 1º   | 3º       | 2º    |       |      |       |       |          |   |    |    |     |  |
| 1983 | 2º      | 1º    | 3º     | APU | PSR   |      | 4º       |       |       |      |       |       |          |   |    |    |     |  |
| 1985 | 1º      | 2º    | 3º     | APU | ?     | 4º   | ?        |       |       |      |       |       |          |   |    |    |     |  |
| 1987 | 1º      | 2º    | 3º     | CDU | ?     | 4º   | ?        |       |       |      |       |       |          |   |    |    |     |  |
| 1991 | 1º      | 2º    | 3º     | CDU |       | 4º   | ?        | ?     |       |      |       |       |          |   |    |    |     |  |
| 1995 | 1º      | 2º    | 3º     | CDU | ?     | 4º   |          |       |       |      |       |       |          |   |    |    |     |  |
| 1999 | 2º      | 1º    | 3º     | CDU |       | 4º   | ?        | ?     |       |      |       |       |          |   |    |    |     |  |
| 2002 | 55,90   | 33,33 | 5,97   | CDU | 2,19  |      | 0,41     |       |       |      |       |       |          |   |    |    |     |  |
| 2005 | 40,13   | 44,92 | 5,05   | CDU | 2,04  | 2,84 |          |       |       |      |       |       |          |   |    |    |     |  |
| 2009 | 37,52   | 40,31 | 8,11   | CDU | 3,34  | 6,13 |          |       |       |      |       |       |          |   |    |    |     |  |
| 2011 | 51,80   | 32,14 | 4,87   | CDU | 2,19  | 2,80 | 0,73     |       |       |      |       |       |          |   |    |    |     |  |
| 2015 | PàF     | 29,51 | PàF    | CDU | 3,75  | 7,58 | 1,25     | 50,59 | 0,26  | 0,00 |       |       |          |   |    |    |     |  |
| 2019 | 35,59   | 36,43 | 2,38   | CDU | 2,31  | 9,37 | 2,17     |       | 0,35  | 0,49 | 0,63  | 0,07  |          |   |    |    |     |  |
| 2022 | 36,33   | 45,99 | 1,05   | CDU | 1,18  | 3,48 | 1,12     | 0,26  | 1,77  | 3,61 | 0,07  |       |          |   |    |    |     |  |
| 2024 | AD      | 31,47 | AD     | CDU | 36,75 | 0,84 | 3,30     | 1,08  | 1,02  | 2,22 | 16,01 | 0,30  |          |   |    |    |     |  |
| 2025 | AD      | 24,14 | AD     | CDU |       | 1,38 | 1,95     | 0,57  | 39,16 | 1,76 | 3,08  | 22,50 | 0,00     |   |    |    |     |  |